# Марисол
Марисол (шп. Marisol) мексичка је теленовела, продукцијске куће Телевиса, снимана 1996.
У Србији је приказивана током 1998. и 1999. на Трећем каналу Радио-телевизије Србије.

## Синопсис
Несрећа која се догодила у детињству заувек је оставила траг на Марисолином лицу. Велики ожиљак који увек прекрива косом није спречио да Марисол одрасте окружена љубављу и пажњом своје мајке, коју је отац отерао од куће када је одлучила да се уда за сиромашног човека. Марисол живи и издржава мајку захваљујући продаји папирног цвећа које сама прави.
Њена судбина се мења оног дана када упозна младог и талентованог сликара Хосе Андреса, који се на први поглед заљуби у њу. После мајчине смрти и Мариове издаје, Марисол на захтев Хосе Андресовог деде отпочиње свој живот у вили породице Гарсес дел Ваље, ни не слутећи да је то дом из ког је њена мајка отерана пре много година.
Љубав младог пара ће наићи на низ препрека, почев од зле Ампаро, Хосе Андресове мајке. Сазнавши да отац њеног супруга жели половину наследства оставити својој унуци Марисол, Ампаро отпочиње прљаву игру како би сав иметак сачувала за себе и свог сина Хосе Андреса.
У договору са поквареним Мариом, Ампаро планира Марисолину смрт. После трагичне несреће, Марисол успева да преживи и одлази у породицу лекара Линарес, који са својим сином Рубен успева да поврати беспрекоран изглед Марисолином лицу. Уз њихову помоћ, Марисол одлучује да се врати у дом свог деде и преузме наследство које јој припадају, борећи се против мајке човека ког воли највише на свету.
Успевши да се изборе за своју љубав, Марисол и Хосе Андрес ни не слуте какве им замке живот спрема. На дан њиховог венчања, Хосе Андрес је ухапшен и оптужен за убиство своје бивше девојке, Росане. Марисол поново остаје сама и проналази утеху у детету које очекује. Али, злобна Ампаро уз помоћ свог саучесника Марија успева да нанесе још један ударац Марисол. Они краду њеног тек рођеног сина остављајући Марисол у очају.
Једне вечери, на путу до куће, Марисол проналази остављену девојчицу у парку и одлучује да је узме како би избрисала бар део туге у свом животу. Осамнаест година касније, Хосе Андрес излази из затвора, а највећу препреку између њега и Марисол створиће управо њихова усвојена ћерка, Ванеса, која одлучује да се бори за љубав свог очуха, Хосе Андреса.
Марисол и Хосе Андрес ће морати да прођу још доста искушења како би на крају крунисали своју љубав и пронашли сина који им је давно одузет.

## Улоге
| Глумац                | Улога              |
| --------------------- | ------------------ |
| Ерика Буенфил         | Марисол Вероника   |
| Едуардо Сантамарина   | Хосе Андрес        |
| Енрике Иглесијас      | Енрике             |
| Енрике Алварез Феликс | Леонардо           |
| Клаудија Ислас        | Ампаро             |
| Лаура Флорес          | Сандра             |
| Арон Ернан            | Дон Алонсо         |
| Алберто Маиагоитиа    | Др Рубен           |
| Серхио Басањез        | Марио              |
| Ема Лаура             | Росана             |
| Ирма Лозано           | Софија             |
| Херман Роблес         | Басилио            |
| Гиљермо Мураи         | Др Алваро          |
| Рене Варси            | Ванеса             |
| Јадира Сантана        | Маријана           |
| Марија Прадо          | Доња Чанкла        |
| Хаир де Рубин         | Данијел            |
| Кристијан Руиз        | Хосе Марија        |
| Као                   | Оскар              |
| Анастасија            | Јоли               |
| Шерлин                | Софија Вашкица     |
| Тереза                | Сабрина            |
| Антонио Ескобар       | Лари               |
| Марко Антонио Калвиљо | Омар               |
| Давид Острошки        | Маријано           |
| Пилар Монтенегро      | Сулема             |
| Алекс Ибара           | Пако               |
| Сокоро Бониља         | Доња Росита        |
| Гиљермо Гарсија Канту | Раул               |
| Рајмундо Капетиљо     | Дијего             |
| Офелија Гуилмаин      | Замира             |
| Антонио               | Росендо            |
| Франсиско Хавијер     | Алберто            |
| Маркос Валдес         | др Салвадор        |
| Ромина Кастро         | Мими               |
| Алехандра Прокуна     | Малу               |
| Бланка Торес          | Ребека             |
| Ампаро Гаридо         | Констанса          |
| Ана Марија Агире      | Бланка             |
| Алберто Инсуа         | Ледезма            |
| Серана                | Тереса             |
| Хулија Марискал       | Долорес            |
| Ивет                  | Камила Линарес     |
| Паулина Лазарени      | Алехандра          |
| Хосе Марија Торе      | Дани               |
| Ники                  | Хесус              |
| Гвадалупе Боланос     | Дорина             |
| Вероника Лангер       | Кармен             |
| Монталво              | Лало               |
| Хектор Алварез        | Др Гарсија         |
| Алма Роса Анорве      | Дебора             |
| Родолфо Ариас         | Николас            |
| Раул Ашкенази         | Ромеро             |
| Хосе Луис Авендано    | Серафин            |
| Мануел Авила Кордоба  | Др Сантос          |
| Анхелес Балванера     | Лола               |
| Раул Кастељанос       | Нино               |
| Адријана Капела       | Клара              |
| Вероника              | Салмудија          |
| Ненси Суријел         | Кармен             |
| Алисија дел Лаго      | Клеотилда          |
| Мигел Анхел Фуентес   | Пулга              |
| Мигел Гарза           | Пјохо              |
| Худит Грасе           | Карола             |
| Каролина Гереро       | Лола               |
| Фернандо Лозано       | Себастиан          |
| Лухан                 | Соле               |
| Емануел Ортиз         | Клаудио            |
| Силвиа Рамирез        | Соња               |
| Мартин Рохас          | Маноло             |
| Сораја                | Лупе               |
| Марио Суарез          | Кихано             |
| Раул Валерио          | Др Ередија         |
| Нора Веласкез         | Петра              |
| Бренда Закас          | Акасијете          |
| Алехандро Авила       | Кастељо            |
| Абрил Кампиљо         | Теофила            |
| Грелда Кобо           | Анхелика           |
| Нандо Естеван         | Силвано            |
| Хектор Фуентес Леон   | Хулиан             |
| Виктор Лозада         | Тото               |
| Оскар Маркез          | Леонел             |
| Абигаил Мартинез      | Хеновева           |
| Нијевес Могас         | Херлинда           |
| Коко Оритиз           | Рајмундо           |
| Флор Пајан            | Мелита / Есмералда |
| Хами Пост             | Хајди              |
| Габријела Саломон     | Домитила           |
| Хорхе Сантос          | Др Реина           |
| Бернхард Сајферт      | Ханс               |
| Мигел Серос           | Баљестерос         |
| Лилијана Тапија       | Хелатин            |
| Нора Велазкез         | Петра              |